# Crassispira cerithoidea
Crassispira cerithoidea é uma espécie de gastrópode do gênero Crassispira, pertencente à família Pseudomelatomidae.